# قصر (المغرب العربي)
باللهجة العامية في المغرب العربي تنطق بتسكين القاف وفتح الصاد وتسكين الراء هي بناءات محصنة نجدها في المغرب العربي بجنوبه خصوصا
تبنى القصور عموما على مرتفعات بمداخل الواحات من النخيل ومنابع المياه وتتكون القصور من مطامير لتخزين القمح والأكل عموما وبيوت للسكان، تشكلت هندسة القصور لتصد هجمات القبائل الرحل في الصحراء فكانت الحل المناسب لحماية سكان الواحات.
تتكون القصور من خلايا تدعى غرفة

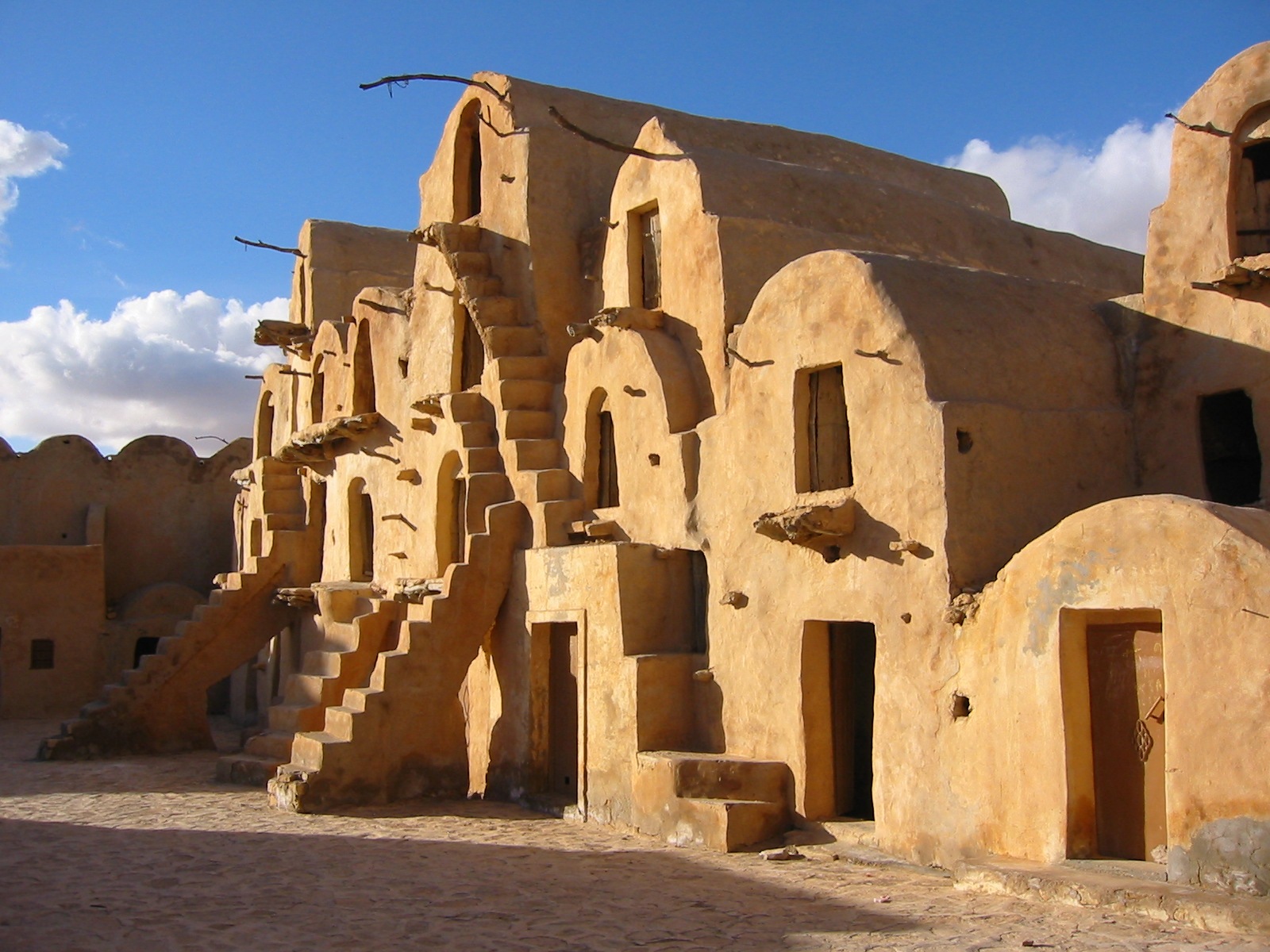
قصر اولاد السلطان (تونس)
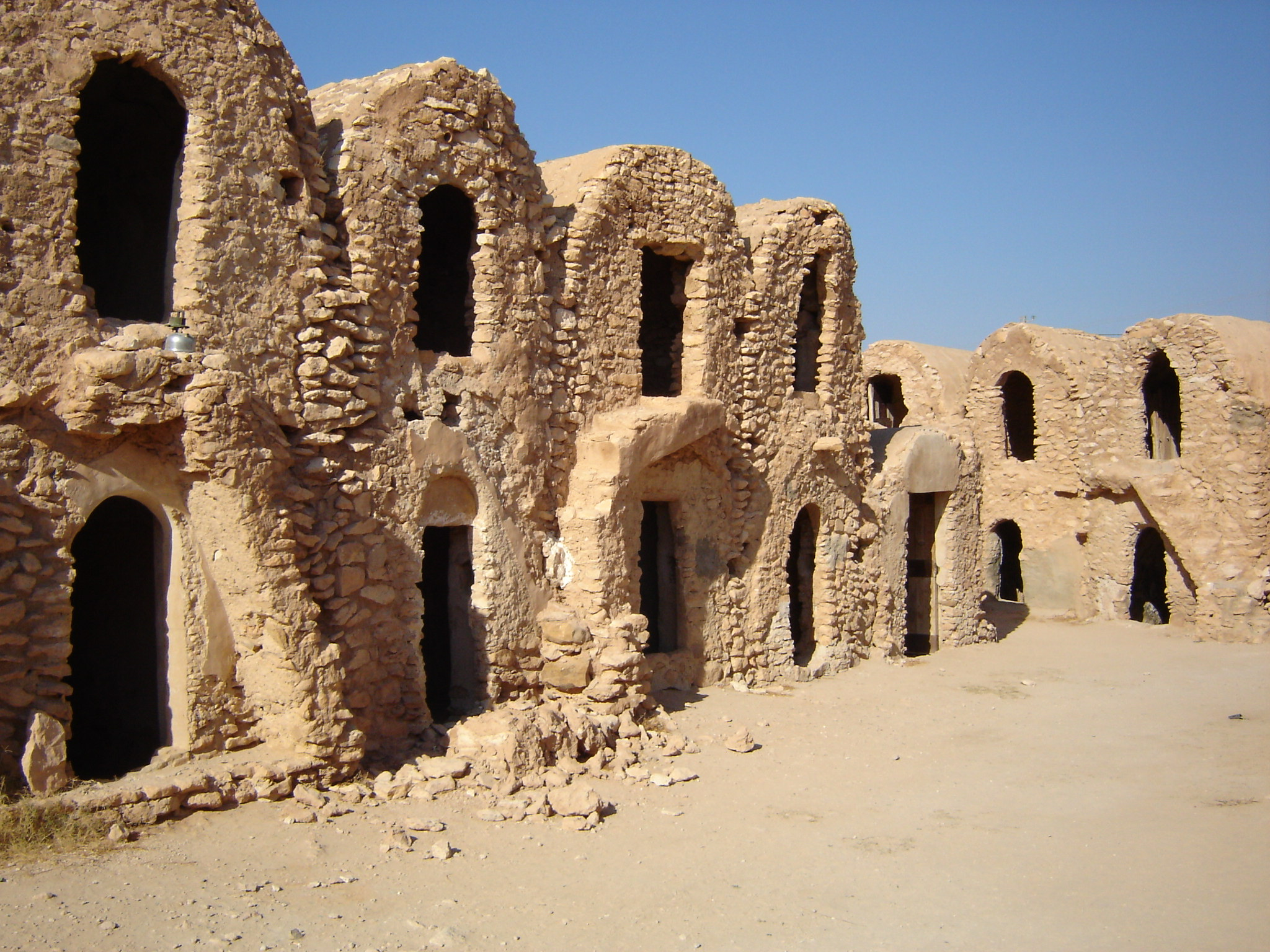
قصر حدادة (تونس)
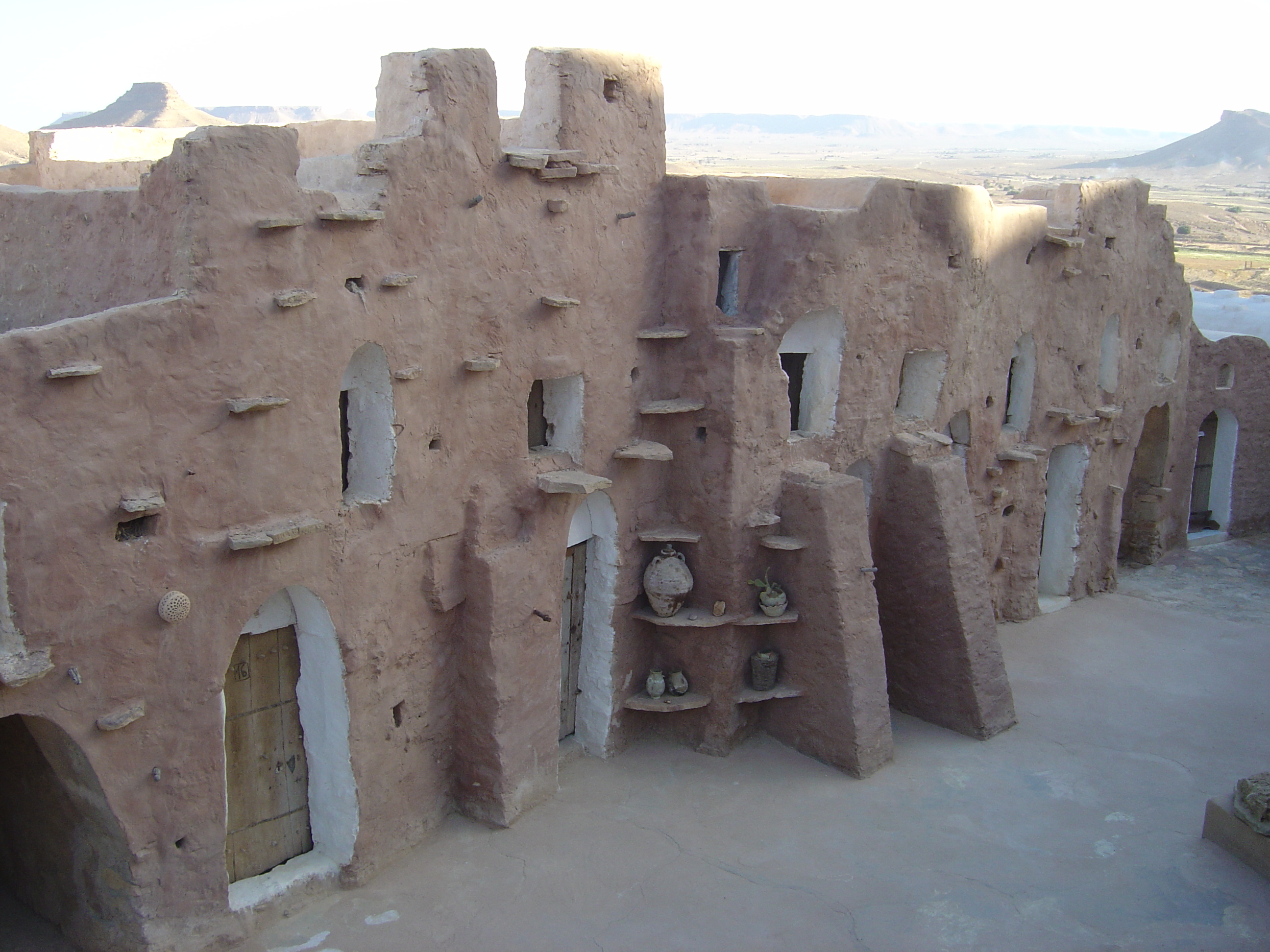
دويرة (تونس)
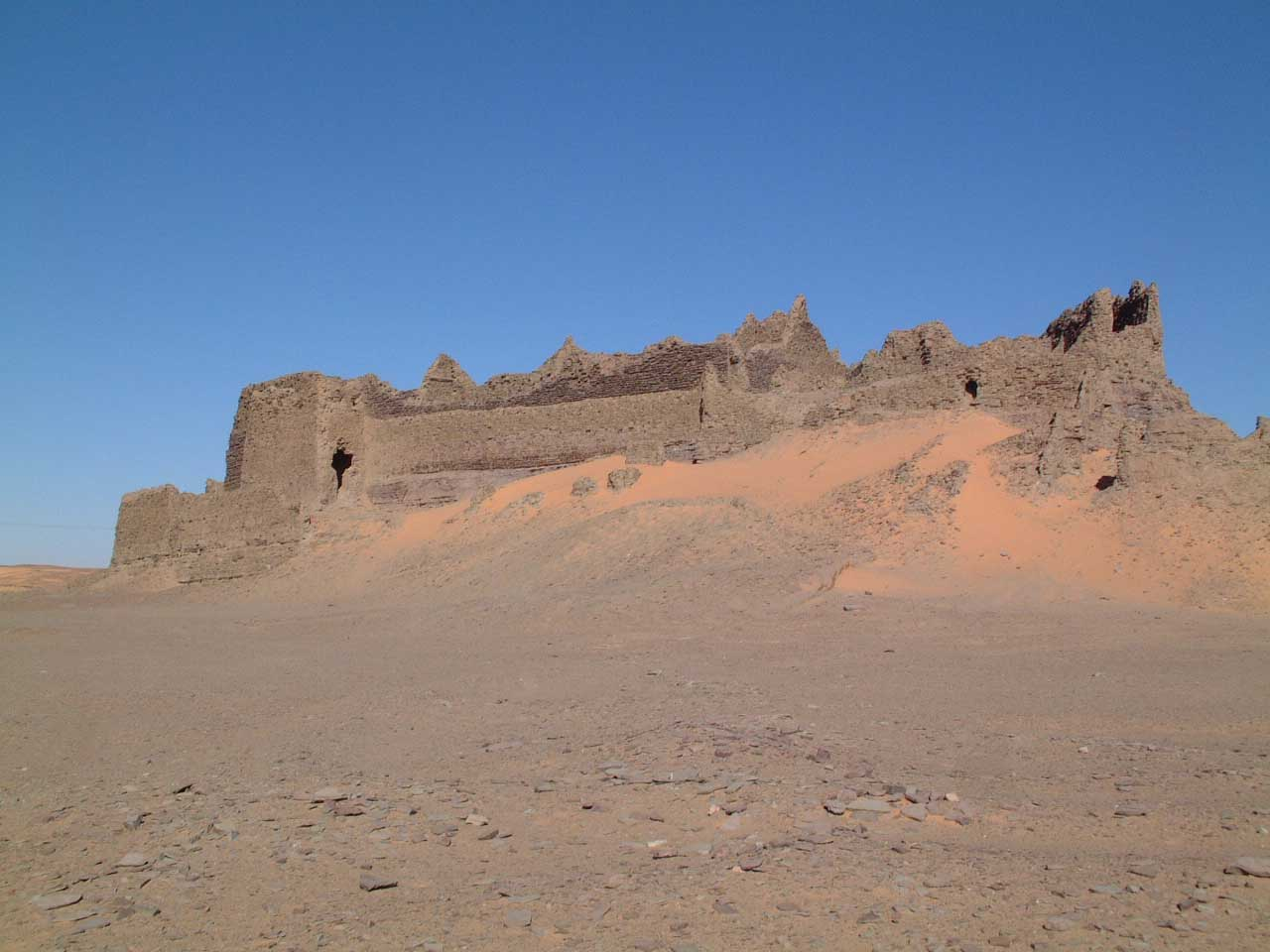
قصر بالقرب من تيميمون (الجزائر)
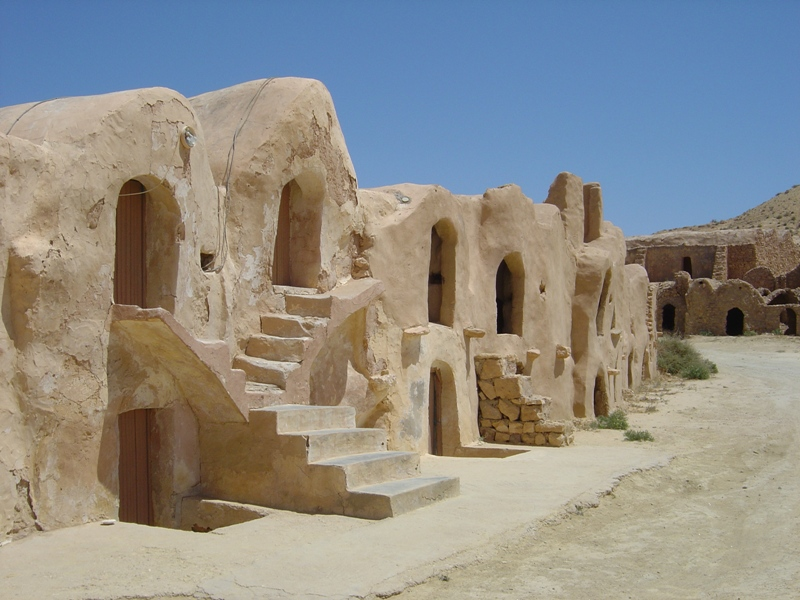
قصر حلوف (تونس)
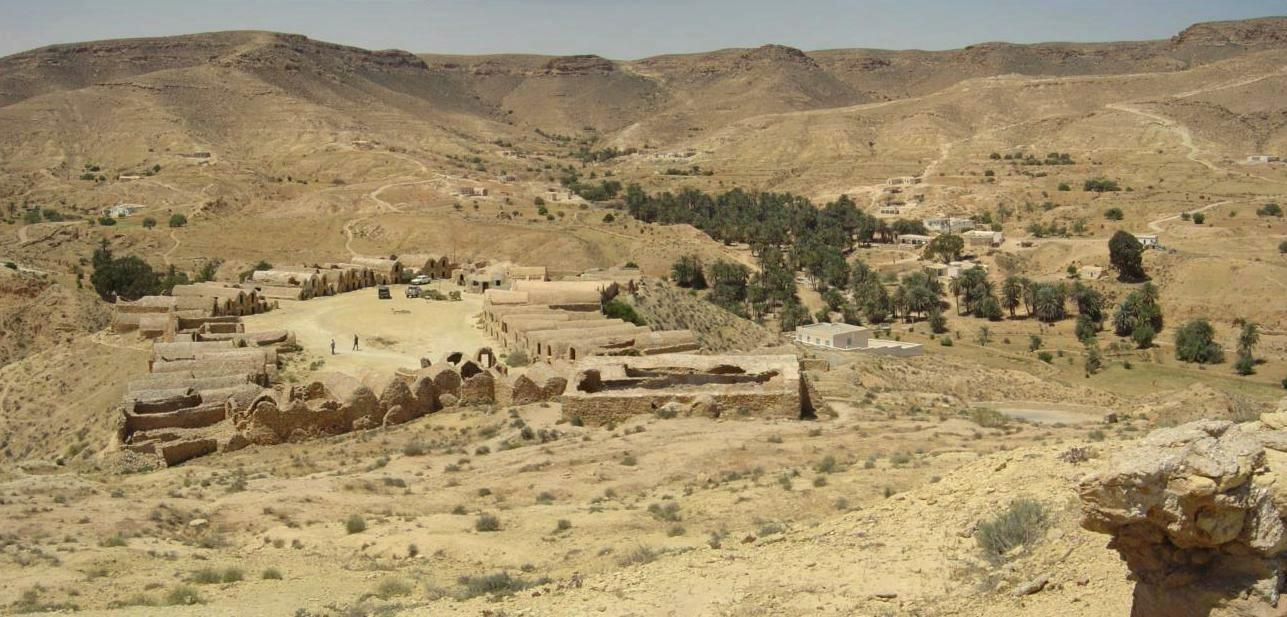
قصر حلوف (بانوراما) (تونس)
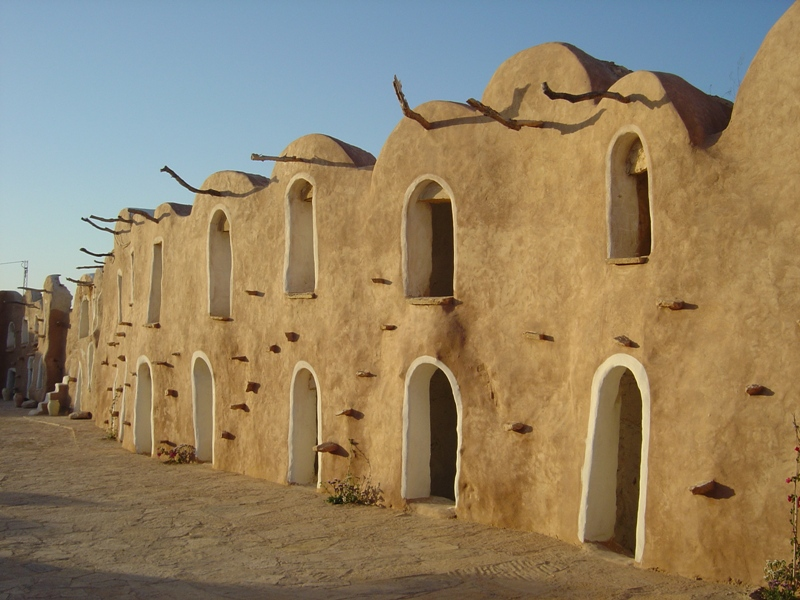
قصر أولاد دباب (الجزء المرمم) (تونس)

## وصلات داخلية
- قصور الجنوب التونسي